# Contrastes (festival)
Kontrasty ou Contrastes est un festival international de musique contemporaine qui a lieu tous les ans à Lviv en Ukraine depuis 1995. 

## Historique
L'objectif du festival Contrastes est de présenter la musique ukrainienne contemporaine dans le contexte des autres musiques mondiales, et à « révéler la diversité des formes, des styles, des genres et des interprétations modernes ». Le festival se déroule généralement en septembre et octobre. Avec des festivals tels que Deux jours et deux nuits de nouvelle musique, Kyiv Music Fest et d'autres, Contrastes est l'un des principaux festivals de musique classique moderne en Ukraine. 
Lors des premières années du festival, le concept était centré sur la musique d'avant-garde et expérimentale, le modèle pour les organisateurs était « l'automne de Varsovie ». Au fil des années, le concept est devenu moins radical. Le vecteur expérimental du festival est cependant de retour.
Les fondateurs de Contrastes sont le chef d'orchestre Roman Revakovich, le compositeur Yuri Lanyuk et le musicologue Yarema Yakubyak. Ils sont entourés d'un conseil artistique avec notamment Myroslav Skoryk, président de ce conseil, et Alexander Shchetynsky. Vladimir Sivokhip est le directeur du festival.

## Programme
Le programme de "Contrastes" comporte des œuvres de compositeurs contemporains, avec des premières de certaines œuvres, ainsi que des classiques du XXe siècle et des époques antérieures. Certains concerts sont basés sur la comparaison de la musique « ancienne » avec la « nouvelle », par exemple des œuvres de l'époque baroque ou du classicisme, et la musique de compositeurs contemporains est parfois jouée au cours du même concert. Krzysztof Penderecki (1996, 1999), Gia Kancheli (2014), Arvo Pärt (2001), Sofia Gubaidulina (2012), Sigmund Krause (2008), Saulius Sondeckis (2006), Leonid Grabovsky (2010), Bohuslav Schaeffer (2005), Elzbieta Sikora (2011) sont parmi les plus célèbres participants du festival,.